# Can Parra (Sant Vicenç de Montalt)
Can Parra és una casa noucentista de Sant Vicenç de Montalt (Maresme) inclosa a l'Inventari del Patrimoni Arquitectònic de Catalunya.

## Descripció
Edifici noucentista, de principis del segle xx. Es tracta d'una construcció aïllada amb un pati circumdant. Té planta baixa, pis i una torre elevada. La coberta és a dues aigües amb un petit ràfec, sota el que hi ha una garlanda decorativa, que dona tant a la façana com a la torre.